# ロッコ・ロベルト・シェイン
ロッコ・ロベルト・シェイン（Rocco Robert Shein、2003年7月14日 - ）は、エストニア・タリン出身のサッカー選手。FCドルトレヒト所属。ポジションはMF。

## クラブ経歴
2016年にFCフローラ・タリンの下部組織に入団し、2020年11月22日、ノーメ・カリュFC戦にてトップチームデビューを果たした。
2022年1月31日、エールステ・ディヴィジのヨングFCユトレヒトに2021-22シーズン終了までレンタル移籍することが発表された。リザーブチームへのレンタルであったが、2022年4月29日のNECナイメヘンとのリーグ戦にてトップチームでの初出場も経験した。
2022年5月27日、ユトレヒトに完全移籍し、3年契約を結んだ。
2023年7月26日、FCドルトレヒトに3年契約で移籍した。

## 代表経歴
2022年6月13日、アルバニア代表との親善試合にてエストニア代表初キャップを刻んだ。